# The Flesh Alive
The Flesh Alive es el segundo vídeo en DVD y Bluray de la banda Gojira, fue lanzado en el año 2012 y recopila su tour por tierras francesas de su disco The Way of All Flesh, también contiene un documental de ese mismo álbum.
El primer DVD incluye el set de Garorock en Francia. El espectáculo se basa en gran medida en The Way of All Flesh, con casi la mitad de las canciones de ese álbum. También incorpora temas de From Mars to Sirius y Terra Incognita.
La edición del vídeo en el set de Garorock es bastante exagerado. Cortes rápidos, un uso excesivo de filtros y efectos hacen que sea difícil de ver en ocasiones. Más moderación por parte del editor habría hecho mucho más agradable la reproducción del vídeo. El primer DVD también incluye tres canciones del espectáculo de Les Vieilles Charrues que no están en el set de Garorock ("Indians", "Toxic Garbage Island" y "World to Come.")
Otro concierto inicia el segundo DVD. Fue grabado en Burdeos, y el set es idéntico al de Garorock, exceptuando por la canción añadida "Toxic Garbage Island." Burdeos es un lugar mucho más íntimo, con un escenario más pequeño y un público más involucrado. La edición del vídeo es mucho más tolerable durante ese espectáculo. La calidad de audio de los dos conciertos es excepcional y realmente captura el potente sonido de Gojira.
El segundo DVD  concluye con un documental. Es una crónica de la grabación de The Way of All Flesh con material de estudio, y sigue a la banda a medida que se embarca en la gira a través de Europa y América del Norte. Se intercalan también entrevistas con la banda. Contiene algunos momentos interesantes y una gran variedad de perspectivas que muestran la vida en la carretera.
Además de los dos DVD, también se adjunta un CD de audio del concierto Garorock, editado ligeramente. Han pasado ocho años desde el último DVD en directo de Gojira, The Link Alive.
DVD 1Garorock (93 min) + Les Vieilles Charrues (15 min)
| N.º | Título                                | Duración |  |
| 1.  | «Oroborus»                            | 4:49     |  |
| 2.  | «The Heaviest Matter of the Universe» | 4:30     |  |
| 3.  | «Backbone»                            | 4:49     |  |
| 4.  | «Love»                                | 4:58     |  |
| 5.  | «From the Sky»                        | 5:40     |  |
| 6.  | «A Sight to Behold»                   | 5:32     |  |
| 7.  | «The Art of Dying»                    | 8:32     |  |
| 8.  | «Drum Solo»                           | 1:09     |  |
| 9.  | «Clone»                               | 5:56     |  |
| 10. | «Flying Whales»                       | 5:53     |  |
| 11. | «The Way of All Flesh»                | 7:53     |  |
| 12. | «Terra Incognita»                     | 3:57     |  |
| 13. | «Vacuity»                             | 6:02     |  |

| N.º | Título                 | Duración |  |
| 1.  | «Indians»              | 3:53     |  |
| 2.  | «Toxic Garbage Island» | 5:52     |  |
| 3.  | «World to Come»        | 6:51     |  |

DVD 2Burdeos (80 min) + Documental: “The Way of All Flesh Inside” (62 min)
| N.º | Título                                | Duración |  |
| 1.  | «Oroborus»                            | 5:18     |  |
| 2.  | «The Heaviest Matter of the Universe» | 4:12     |  |
| 3.  | «Backbone»                            | 4:29     |  |
| 4.  | «Love»                                | 5:38     |  |
| 5.  | «From the Sky»                        | 5:37     |  |
| 6.  | «A Sight to Behold»                   | 5:32     |  |
| 7.  | «The Art of Dying»                    | 8:37     |  |
| 8.  | «Drum Solo»                           | 1:38     |  |
| 9.  | «Clone»                               | 5:23     |  |
| 10. | «Flying Whales»                       | 6:09     |  |
| 11. | «Toxic Garbage Island»                | 4:23     |  |
| 12. | «The Way of All Flesh»                | 8:47     |  |
| 13. | «Terra Incognita»                     | 3:25     |  |
| 14. | «Vacuity»                             | 9:28     |  |

BONUS CDGarorock (65 min)
| N.º | Título                                | Duración |  |
| 1.  | «Intro»                               | 1:34     |  |
| 2.  | «Oroborus»                            | 4:48     |  |
| 3.  | «The Heaviest Matter of the Universe» | 4:07     |  |
| 4.  | «Backbone»                            | 4:15     |  |
| 5.  | «Love»                                | 4:51     |  |
| 6.  | «From the Sky»                        | 5:39     |  |
| 7.  | «A Sight to Behold»                   | 5:32     |  |
| 8.  | «The Art of Dying»                    | 8:36     |  |
| 9.  | «Clone»                               | 4:42     |  |
| 10. | «Flying Whales»                       | 5:21     |  |
| 11. | «The Way of All Flesh»                | 7:40     |  |
| 12. | «Terra Incognita»                     | 3:31     |  |
| 13. | «Vacuity»                             | 5:09     |  |

## Personal
- Joe Duplantier – voz, guitarra
- Christian Andreu – guitarra
- Jean-Michel Labadie – bajo
- Mario Duplantier – batería